# الشرف (جبلة)

تعديل مصدري - تعديل

الشرف هي إحدى قرى عزلة الربادي بمديرية جبلة التابعة لمحافظة إب، بلغ تعداد سكانها 612 نسمة حسب تعداد اليمن لعام 2004.